# Петровський (стадіон)
«Петро́вський» (рос. «Петровский») — стадіон, розташований у Санкт-Петербурзі, на Петровському острові Малої Неви. З різних боків острів омивають річки Мала Нева і Жданівка. З Петроградської стороною його сполучає Жданівський міст. Глядацькі трибуни вміщають 21 504 чоловік. Найближча станція метро «Спортивна». До 1992 року називався Стадіон імені В. І. Леніна.
В останні роки на цьому стадіоні всі свої домашні матчі проводив футбольний клуб «Зеніт».

## Мала спортивна арена
На сусідньому острові, в ста метрах від стадиону «Петровский», розташована Мала спортивна арена «Петровський», відткрита до Ігор Доброї волі 1994 року.. Її місткість становить 2835 місць.